# Henry James FitzRoy, Conde de Euston

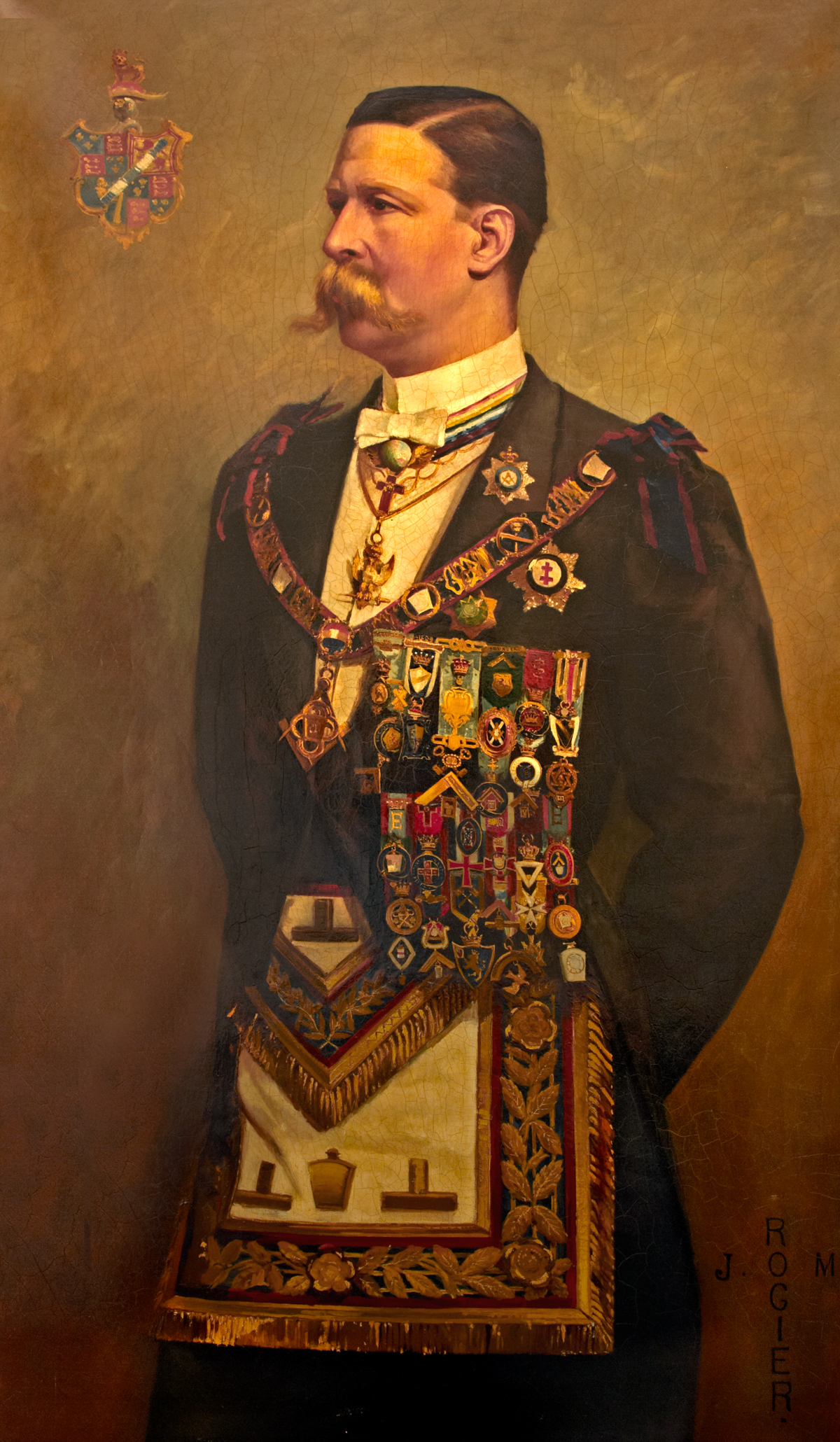
Imagem do Conde Henry James Fitzroy, Conde de Euston.

Henry James FitzRoy, Conde de Euston (28 de novembro de 1848 – 10 de maio de 1912) era um membro da aristocracia britânica, filho mais velho e herdeiro de Augustus FitzRoy, 7° Duque de Grafton.
O Conde de Euston se casou com Kate Walsh, filha de John Walsh, em 29 de maio de 1871 na Igreja se São Miguel em Worcester. Sua mulher morreu em 1903, nove anos antes do que ele. Eles não tiveram filhos. O Conde de Euston morreu em Wakefield Lodge, Potterspury, Northamptonshire, seis anos antes de seu pai e, assim sendo, nunca herdou as terras e títulos dele. Seu irmão mais novo, Alfred, se tornaria o 8° Duque de Grafton.
O Conde de Euston esteve envolvido no Escândalo da Cleveland Street após ser acusado de visitar um bordel masculino no número 19 da Cleveland Street em Londres pelo North London Press, um obscuro jornal semanal de orientação política radical. O conde processou o jornal por difamação. Durante o julgamento, o Conde de Euston admitiu ter visitado o bordel, mas disse ter se tratado de um engano. Quando estava caminhando pela Piccadilly, um panfleteiro lhe deu um cartão que dizia "Poses plastiques. C. Hammond, 19 Cleveland Street". O conde testemunhou que ele foi até a casa achando se tratar de uma exibição de mulheres nuas. Ele pagou uma moeda de ouro para entrar. Logo na entrada, ele teria ficado chocado ao descobrir a natureza "imprópria" do local e se retirado imediatamente. As testemunhas do jornal se contradisseram e não conseguiram descrever o Conde de Euston com precisão. A última testemunha do jornal foi John Saul, um prostituto que admitiu ganhar a vida através da prática de "imoralidade" e crimes. O júri não se convenceu pelas testemunhas do jornal e deu ganho de causa ao conde. H. Montgomery Hyde, um eminente historiador da homossexualidade no Reino Unido e na Irlanda, mais tarde escreveria de que não há dúvidas de que o Conde de Euston estava dizendo a verdade e só visitou o bordel da Cleveland Street porque havia sido enganado pelo cartão que recebera na Piccadilly.
Estudantes do tema mais contemporâneos sugerem que o conde de Euston esteve sim ligado ao submundo homossexual de Londres. De acordo com Neil McKenna, biógrafo de Oscar Wilde, o conde foi chantageado por Robert Cliburn, um jovem especializado em chantagear outros homossexuais mais velhos.